# 2024年サウスポート殺傷事件
2024年サウスポート殺傷事件（2024ねんサウスポートさっしょうじけん）は、イギリスのサウスポートで2024年7月29日に発生した殺人事件。事件後にSNSで反イスラム・移民排斥の極右によって虚偽情報が拡散され、モスクに投石されるなどイギリス各地での暴動に発展した。

## 事件の経緯
2024年7月29日午前11時50分頃、イングランド北西部サウスポートのハート通りにある子ども向けのダンス教室が刃物を持った男に襲撃された。夏休みが始まったばかりの同国で、ダンス教室は6歳から10歳までの子どもを対象とし、アメリカの歌手テイラー・スウィフトがテーマだった。3人の女児が死亡し、子ども8人と大人2人が負傷した。死者のうち1人は当初重体であったが、翌日に死亡が確認された。
犯人は17歳の少年で、3件の殺人罪と10件の殺人未遂、1件の刃物所持の罪で31日に起訴された。1日にはリヴァプールの未成年者向け裁判所に出廷した。

## 犯人
犯人は17歳のアクセル・ムガンワ・ルダクバナ（Axel Muganwa Rudakubana）。犯人の身元について臆測が流れていたことを考慮して裁判所が氏名公表を認め、8月1日に公表された。ルワンダ出身の両親のもとウェールズの首都カーディフに生まれ、イングランド北西部ランカシャーのバンクス村に事件当時居住していた。

## 被害者
死亡した3人は全員が女児だった。6歳のビービー・キング（Bebe King）、7歳のエルシー・ドット・スタンコム（Elsie Dot Stancombe）が現場で、9歳のアリス・ダシルヴァ・アギアール（Alice Dasilva Aguiar）が翌日早朝に死亡した。
大人2人は子どもを守ろうとして負傷した。

## 反応
イギリス国王夫妻（チャールズ3世）や皇太子夫妻、同国首相スターマー、テイラー・スウィフトなどが追悼のコメントを公表した。サウスポートでは事件発生翌日の30日に、複合文化施設「アトキンソン」前の広場で追悼集会が開かれた。弔意を示すために営業を取りやめた店や住民が集まる場所を提供するため扉を開放する教会が複数あった。また、首相スターマーと内相イヴェット・クーパーが現場を訪れた。

## 暴動の発生

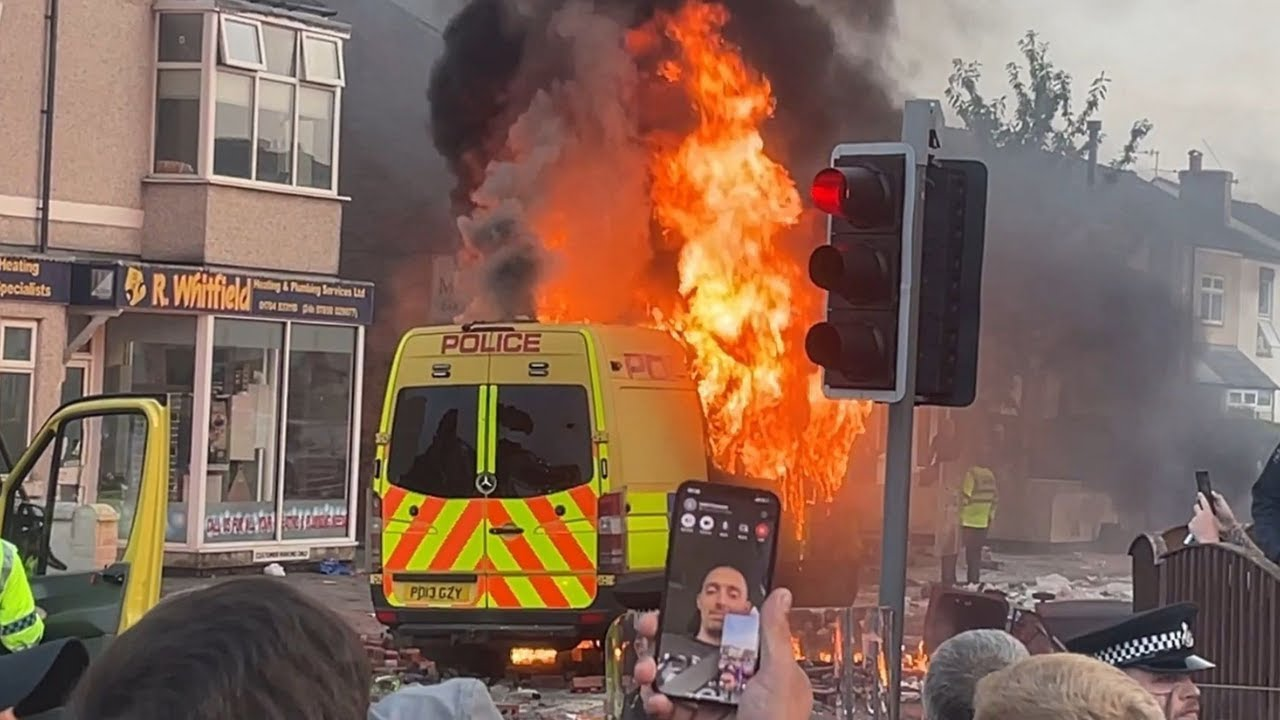
7月30日、サウスポートでの暴動で放火された警察車両。

事件発生の翌30日、サウスポートで暴動が発生した。モスクにものを投げつけ、緊急車両に放火した。31日にはロンドン中心部でも暴動が発生し、100人以上が逮捕された。参加者は「ボートを止めろ」「子供たちを守れ」などと叫び、首相官邸の門や元首相ウィンストン・チャーチルの銅像に火炎物を投げた。8月2日にサンダーランドで発生した暴動では、暴徒が極右活動家トミー・ロビンソンを支持する言葉やムスリムを侮蔑する言葉を繰り返した。暴動は他にもハートルプールやマンチェスター、リヴァプール、ブリストル、ベルファストなど同国各地で発生した。
事件発生後のSNSでは「犯人は亡命を求めてイギリスに来た移民だ」といったデマ情報が拡散され、それらはイスラム嫌悪や移民排斥の感情に満ちていた。スターマーは4日の記者会見で「肌の色や信仰を理由に人々を標的にする者は極右だ」などと非難した。警察は極右団体イングランド防衛同盟が背後にいると指摘している。
一方、市民レベルで極右に対抗する動きもあった。リヴァプールのライムストリート駅前に集った反ファシストの抗議者が「ナチのくずども、通りからいなくなれ」などと叫んで行進し、その後極右集団と対峙した。